# Learjet 23
Learjet 23 – samolot turystyczny z dwoma silnikami odrzutowymi, dolnopłatowy produkowany przez firmę Learjet. 

## Historia
Pierwszy lot tego samolotu odbył się 7 października 1963 roku. Konstruktor William P. Lear na podstawie szwajcarskiej konstrukcji FFA P-16 stworzył nowy typ samolotu, który posłużył za wzór dla serii samolotów. W kabinie Learjet 23 mogło znajdować się sześć miejsc dla pasażerów, jednak zazwyczaj było ich cztery. Produkcja Learjet 23 została zakończona w 1966 przy wyprodukowanych 104 egzemplarzach. Konstrukcja zawierała błędy konstrukcyjne, wskutek których doszło do 27 wypadków. Zginęło w nich 56 osób.